# فريسنو (كاليفورنيا)

فريزنو سادس أكبر مدن ولاية كاليفورنيا قدر عدد سكانها عام 2005 ب461.116 نسمة. أسست المدينة عام 1714 في وسط ولاية كاليفورنيا وهي أحد أهم مدن الولاية.
تقع في وسط الوادي المركزي ضمن منطقة زراعية مهمة، ونحو 200 ميلا شمال لوس أنجليس، و 170 ميلا جنوب ساكرامنتو، عاصمة الولاية.
في سنة 1986 وقعت فريسنو اتفاقية توأمة مع مدينة مونستر الألمانية. يرجع تاريخ أولى الاتصالات بين المدينتين إلى بداية الثمانينيات وتركزت على تبادل الطلاب. ثم توسعت الروابط مع مونستر لتشمل مجالات الرياضة والموسيقى والتعليم العالي.

## التركيبة السكانية
حدّد مكتب تعداد الولايات المتحدة بيانات التركيبة السكانية لفريسنو في تعداد الولايات المتحدة. في ما يلي، التركيبة السكانية حسب تعدادي 2000 و2010.

### تعداد عام 2000
بلغ عدد سكان فريسنو 427,652 نسمة بحسب تعداد عام 2000، وبلغ عدد الأسر 140,079 أسرة وعدد العائلات 97,923 عائلة مقيمة في المدينة. في حين سجلت الكثافة السكانية 1,423.5 نسمة لكل كيلومتر مربع (3,686.8/ميل2). وبلغ عدد الوحدات السكنية 149,025 وحدة بمتوسط كثافة قدره 496 لكل كيلومتر مربع (1,284.6/ميل2).
وتوزع التركيب العرقي للمدينة بنسبة 50.17% من البيض و8.36% من الأمريكيين الأفارقة و1.58% من الأمريكيين الأصليين و11.23% من الأمريكيين ذوي الأصول الآسيوية و0.14% من سكان جزر المحيط الهادئ و23.36% من الأعراق الأخرى و5.16% من عرقين مختلطين أو أكثر و39.87% من الهسبانيون أو اللاتينيون من أي عرق.
بلغ عدد الأسر 140,079 أسرة كانت نسبة 44.8% منها لديها أطفال تحت سن الثامنة عشر تعيش معهم، وبلغت نسبة الأزواج القاطنين مع بعضهم البعض 46.1% من أصل المجموع الكلي للأسر، ونسبة 17.6% من الأسر كان لديها معيلات من الإناث دون وجود شريك، بينما كانت نسبة 6.2% من الأسر لديها معيلون من الذكور دون وجود شريكة وكانت نسبة 30.1% من غير العائلات. تألفت نسبة 23.3% من أصل جميع الأسر من عدة أفراد يعيشون في نفس المنزل ونسبة 7.9% كانت تتألف من شخص يعيش بمفرده يبلغ من العمر 65 عاماً أو أكثر. وبلغ متوسط حجم الأسرة المعيشية 2.99، أما متوسط حجم العائلات فبلغ 3.57.
بلغ العمر الوسطي للسكان 28.5 عاماً. وكانت نسبة 32.8% من القاطنين تحت سن الثامنة عشر، وكانت نسبة 11.2% بين الثامنة عشر والرابعة والعشرين عاماً، ونسبة 28.3% كانت واقعةً في الفئة العمرية ما بين الخامسة والعشرين والرابعة والأربعين عاماً، ونسبة 17% كانت ما بين الخامسة والأربعين والرابعة والستين، ونسبة 8.8% كانت ضمن فئة الخامسة والستين عاماً فما فوق. يوجد لكل 100 أنثى 95.8 ذكر، ويوجد لكل 100 أنثى في الثامنة عشر من عمرها فما فوق 91.9 ذكر.
بلغ متوسط دخل الأسرة في المدينة 33,023 دولارًا، أما متوسط دخل العائلة فبلغ 38,741 دولارًا. وكان متوسط دخل الذكور 32,044 دولارًا مقابل 26,400 دولارًا للإناث. وسجل دخل الفرد الخاص بالمدينة 14,383 دولارًا. وكانت نسبة 15.9% من العائلات ونسبة 20.9% من السكان تحت خط الفقر، وكان من هؤلاء نسبة 27.7% تحت سن الثامنة عشر ونسبة 8.9% في الخامسة والستين من العمر وما فوق.

### تعداد عام 2010
بلغ عدد سكان فريسنو 494,665 نسمة بحسب تعداد عام 2010، وبلغ عدد الأسر 158,349 أسرة وعدد العائلات 111,529 عائلة مقيمة في المدينة. في حين سجلت الكثافة السكانية 1,646.5 نسمة لكل كيلومتر مربع (4,264.4/ميل2). وبلغ عدد الوحدات السكنية 171,288 وحدة بمتوسط كثافة قدره 570.1 لكل كيلومتر مربع (1,476.6/ميل2).
وتوزع التركيب العرقي للمدينة بنسبة 49.59% من البيض و8.28% من الأمريكيين الأفارقة و1.72% من الأمريكيين الأصليين و12.64% من الأمريكيين ذوي الأصول الآسيوية و0.17% من سكان جزر المحيط الهادئ و22.64% من الأعراق الأخرى و4.96% من عرقين مختلطين أو أكثر و46.91% من الهسبانيون أو اللاتينيون من أي عرق.
بلغ عدد الأسر 158,349 أسرة كانت نسبة 43.3% منها لديها أطفال تحت سن الثامنة عشر تعيش معهم، وبلغت نسبة الأزواج القاطنين مع بعضهم البعض 43.8% من أصل المجموع الكلي للأسر، ونسبة 19.3% من الأسر كان لديها معيلات من الإناث دون وجود شريك، بينما كانت نسبة 7.4% من الأسر لديها معيلون من الذكور دون وجود شريكة وكانت نسبة 29.6% من غير العائلات. تألفت نسبة 22.1% من أصل جميع الأسر من عدة أفراد يعيشون في نفس المنزل ونسبة 7.8% كانت تتألف من شخص يعيش بمفرده يبلغ من العمر 65 عاماً أو أكثر. وبلغ متوسط حجم الأسرة المعيشية 3.07، أما متوسط حجم العائلات فبلغ 3.62.
بلغ العمر الوسطي للسكان 29.3 عاماً. وكانت نسبة 30.1% من القاطنين تحت سن الثامنة عشر، وكانت نسبة 12.7% بين الثامنة عشر والرابعة والعشرين عاماً، ونسبة 27.3% كانت واقعةً في الفئة العمرية ما بين الخامسة والعشرين والرابعة والأربعين عاماً، ونسبة 20.6% كانت ما بين الخامسة والأربعين والرابعة والستين، ونسبة 9.3% كانت ضمن فئة الخامسة والستين عاماً فما فوق. وتوزع التركيب الجنسي للسكان بنسبة 49.1% ذكور و50.9% إناث.

## توأمة
لفريسنو (كاليفورنيا) اتفاقيات توأمة مع كل من:
- مشهد
- توريون
- كوتشي
- لاهور
- موروغورو
- طراز
- فيرونا (نوفمبر 2000 - )[17]
- العفولة
- فاغارشابات (24 سبتمبر 2009 - )[18]
- مونستر (يوليو 1986 - )[19]
- تايشان [20]
- نيم
- بعقوبة
- كوتشي (1965 - )[21]

## أعلام
- سيد هايك
- ريتشارد كييل
- باربرا مورغان
- سامي لي
- كريستوفر غورهام
- ويليام سارويان
- أندرانيك

## وصلات خارجية
- الموقع الرسمي
- فريسنو (كاليفورنيا) على مشروع الدليل المفتوح